# 清須市立図書館
清須市立図書館（きよすしりつとしょかん）は、愛知県清須市春日夢の森1番地の清須市夢広場はるひにある公共図書館。
2005年（平成17年）7月7日に西春日井郡西枇杷島町、清洲町、新川町が合併して清須市が発足し、清須市は2009年（平成21年）に春日町を編入した。旧4町にはいずれも図書館法に定められた公共図書館が存在しなかったが、清須市発足7周年記念日の2012年（平成24年）7月7日、清須市はるひ美術館などが立地する清須市夢広場はるひに清須市立図書館が開館した。

## 歴史

### 開館前の状況

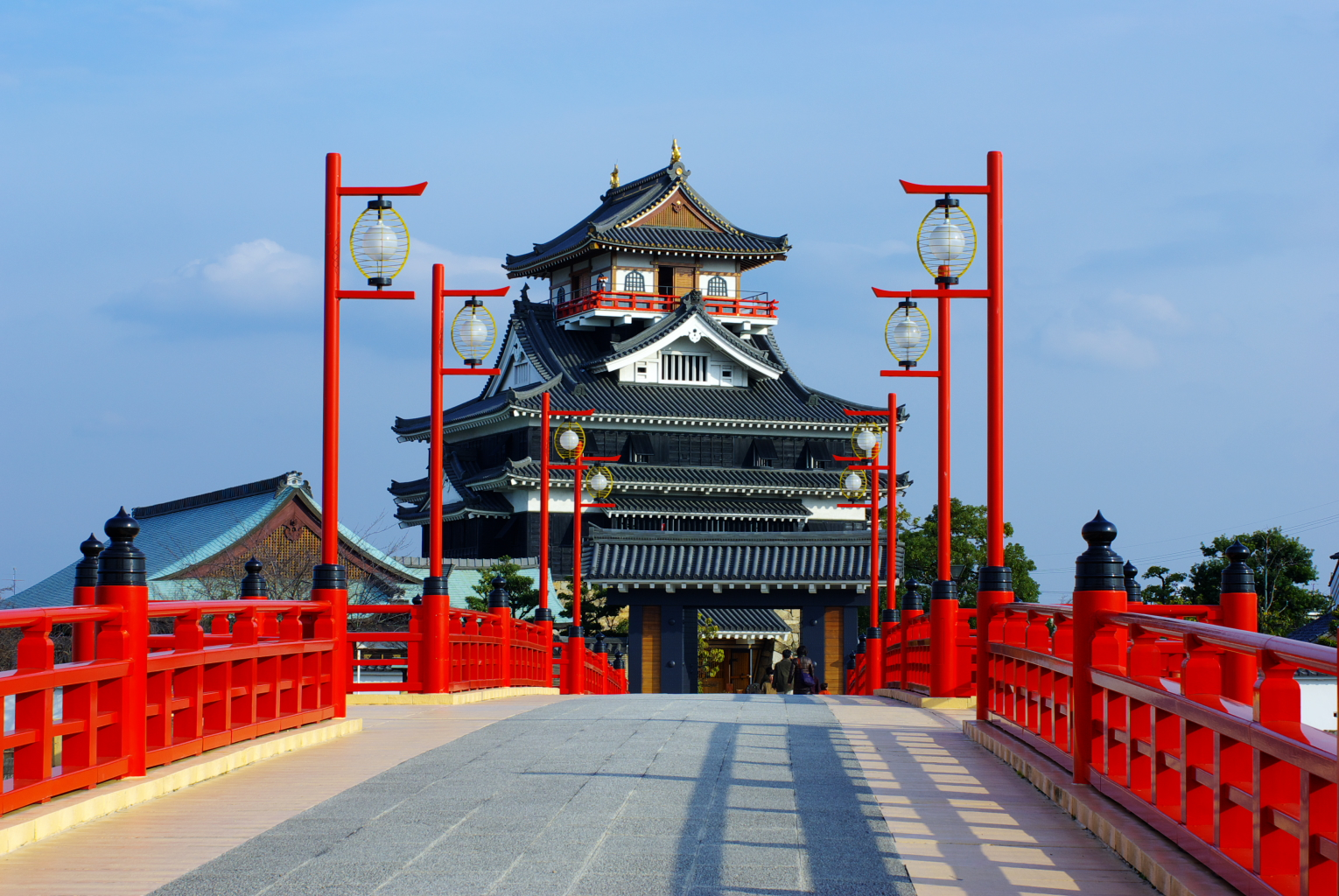
清洲城模擬天守

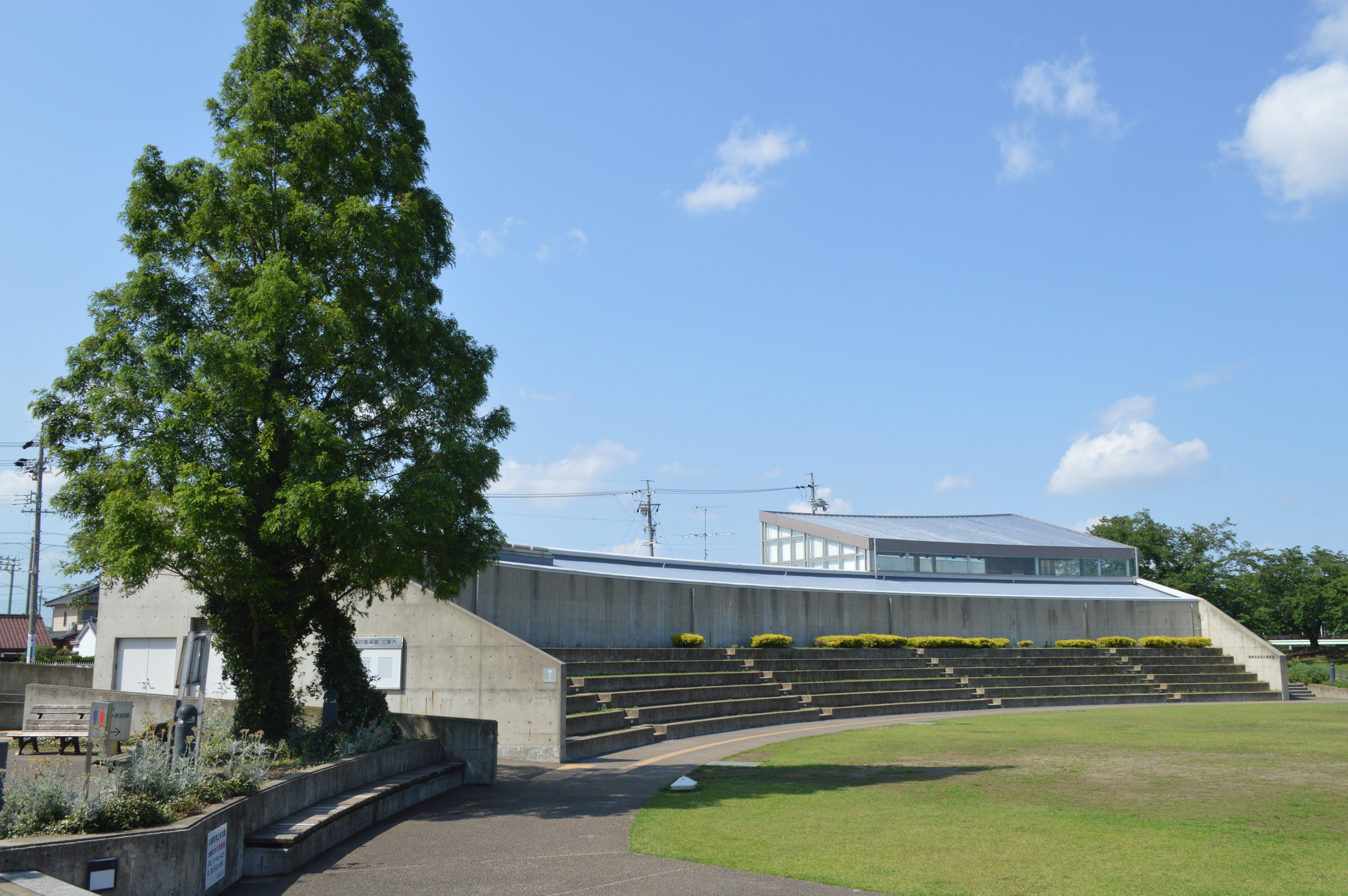
図書館に隣接する清須市はるひ美術館

2005年（平成17年）7月7日、西春日井郡西枇杷島町、清洲町、新川町の3町が合併して清須市が発足した。旧4町にはいずれも図書館法に定められた「図書館」が存在せず、公民館図書室のみを有していた。2006年（平成18年）7月の調査では、清須市の3図書室の蔵書数は0.7冊/人であり、年間図書購入費は14円/人だった。西尾張地方16市町村の図書館・図書室を比較すると、清須市は蔵書数でも年間図書購入費でも15位であり、海部郡七宝町に次いで図書館環境の悪い自治体だった。清須市は2009年（平成21年）に西春日井郡春日町を編入したが、春日町もやはり図書館を有しない自治体だった。
2011年（平成23年）時点の清須市は愛知県にある37市の中で唯一、図書館を持たない自治体であった。市民満足度調査や「声のポスト」では図書館の設置を求める声が多く、2010年（平成22年）には旧4町の図書室を統合して図書館を整備する案をまとめ、2011年には旧春日町にあるはるひ保健福祉センターの建物を全面改修して図書館とすることが決定した。この場所は清須市夢広場はるひとして整備されており、保健福祉センターの建物に隣接して清須市はるひ美術館がある。10月4日に着工し、2012年3月28日に竣工した。

### 開館後

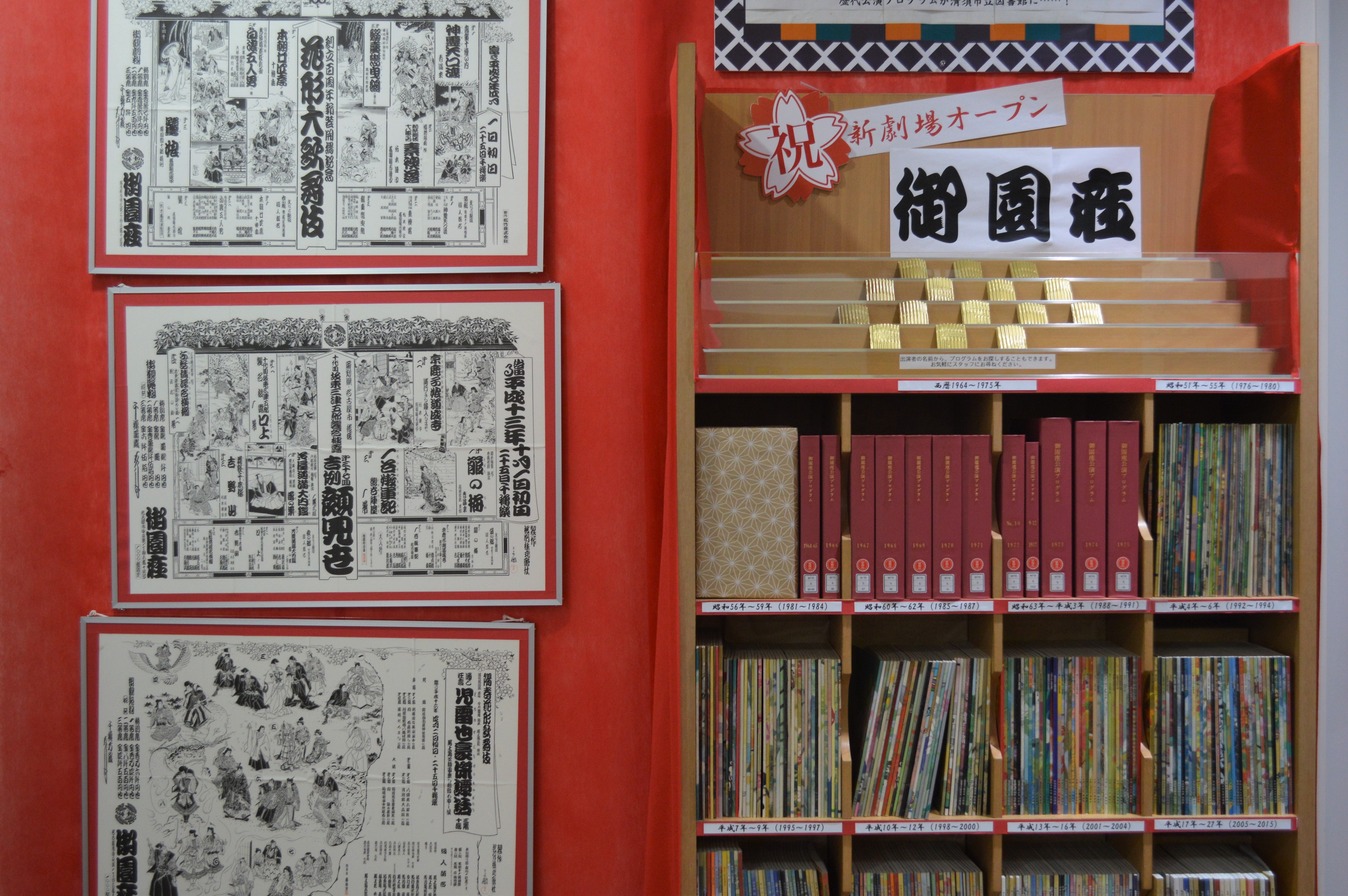
御園座プログラム棚

清須市誕生から7周年の記念日である2012年（平成24年）7月7日、清須市初の図書館として清須市立図書館が開館した。改築にかかった費用は約4億円。鉄筋コンクリート造2階建であり、延床面積は3,339.29m2である。図書館の開館と同時に旧4町の各図書室は閉鎖され、貸出や返却が可能なサービスポイントが3か所に設置された。美術館を含めた清須市夢広場はるひとして指定管理者の一括公募を行い、中日新聞・図書館流通センター（TRC）・名古屋三越グループ共同事業体が指定管理者となった。TRCが図書館の管理運営にあたっている。愛知県の公立図書館として指定管理者制度の導入は10館目であり、TRCとしては愛知県で5館目の受任である。
開館5か月後の12月12日には来館者数が10万人を突破し、2014年（平成26年）2月8日には30万人を突破した。2013年（平成25年）1月16日にはインターネット予約サービスを開始した。8月には愛知県の図書館で初めて館全体にLED照明を導入した。2014年6月にはビジネス支援、子育て支援、ティーンズ、地域情報の各特設コーナーを設置した。2015年（平成27年）6月23日にはデジタルアーカイブシステムのADEACで「清須市地域資料アーカイブ」を公開し、『濃尾大地震 写真帳 西春日井郡被害の實情』などを登録している。
2017年（平成29年）11月には歌舞伎・演劇コメンテーターの長谷川勝彦から、1964年（昭和39年）12月から2015年（平成27年）10月までの御園座の公演プログラム約440冊が寄贈された。清須市在住の長谷川は、御園座の元営業部長である。公演プログラムは一般書架で公開されている。同11月から2018年（平成30年）3月には長谷川による3回連続の講演会「歌舞伎・御園座語り」も開催された。
2018年（平成30年）10月から、清須市在住の漫画家である鳥山明のアシスタントを務めたまつやまたかしのイラストが館内で展示された。鳥山本人がその観覧のため来館し、その縁で「図書館だより」2018年12月号 (PDF) に鳥山のインタビューが掲載された。なお、2017年度（平成29年度）の入館者数、貸出冊数とも過去最高を記録しており、こうした独自性のある企画が来館者を引き付けているとみられる。

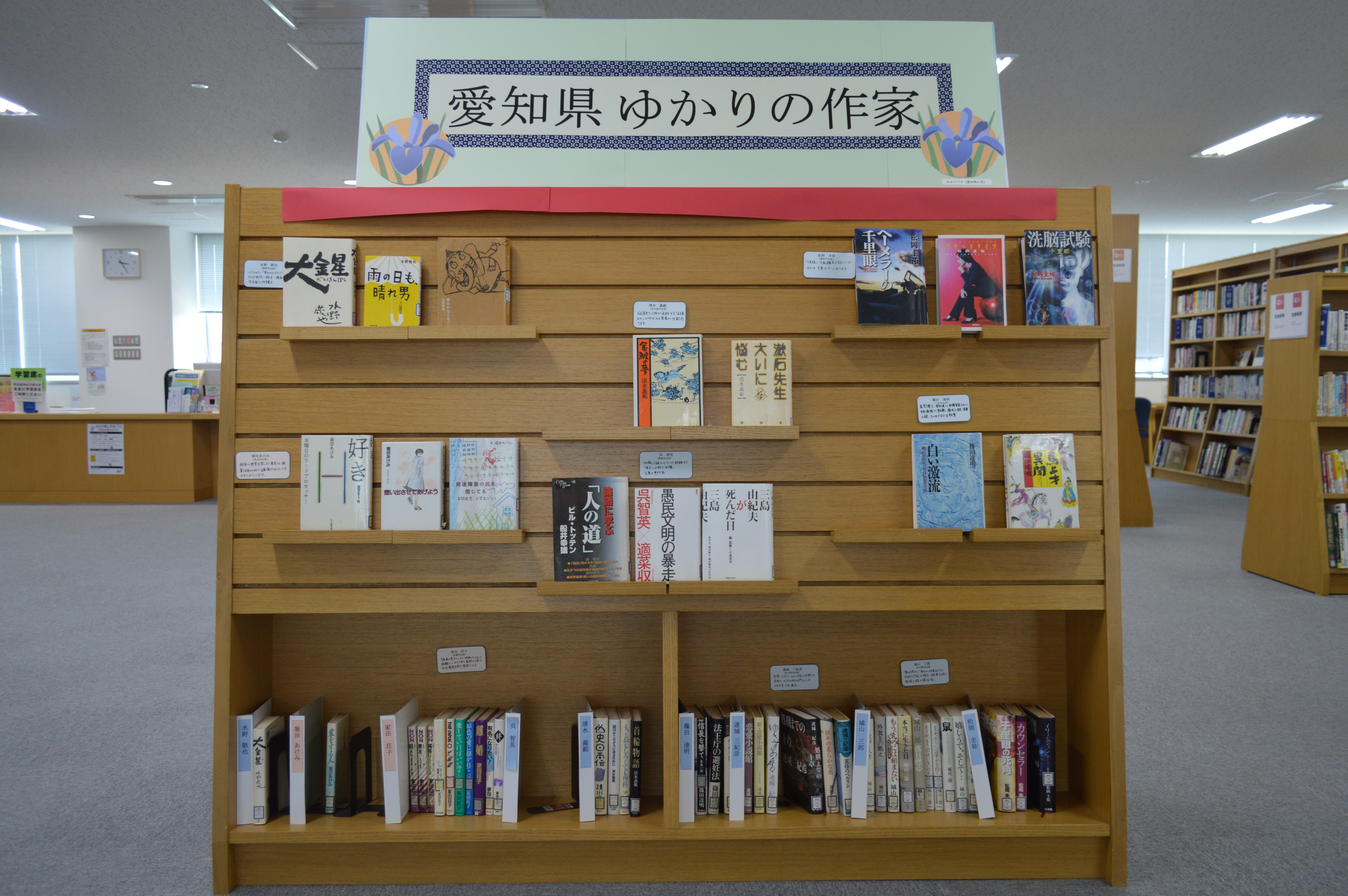
愛知県ゆかりの作家特集展示
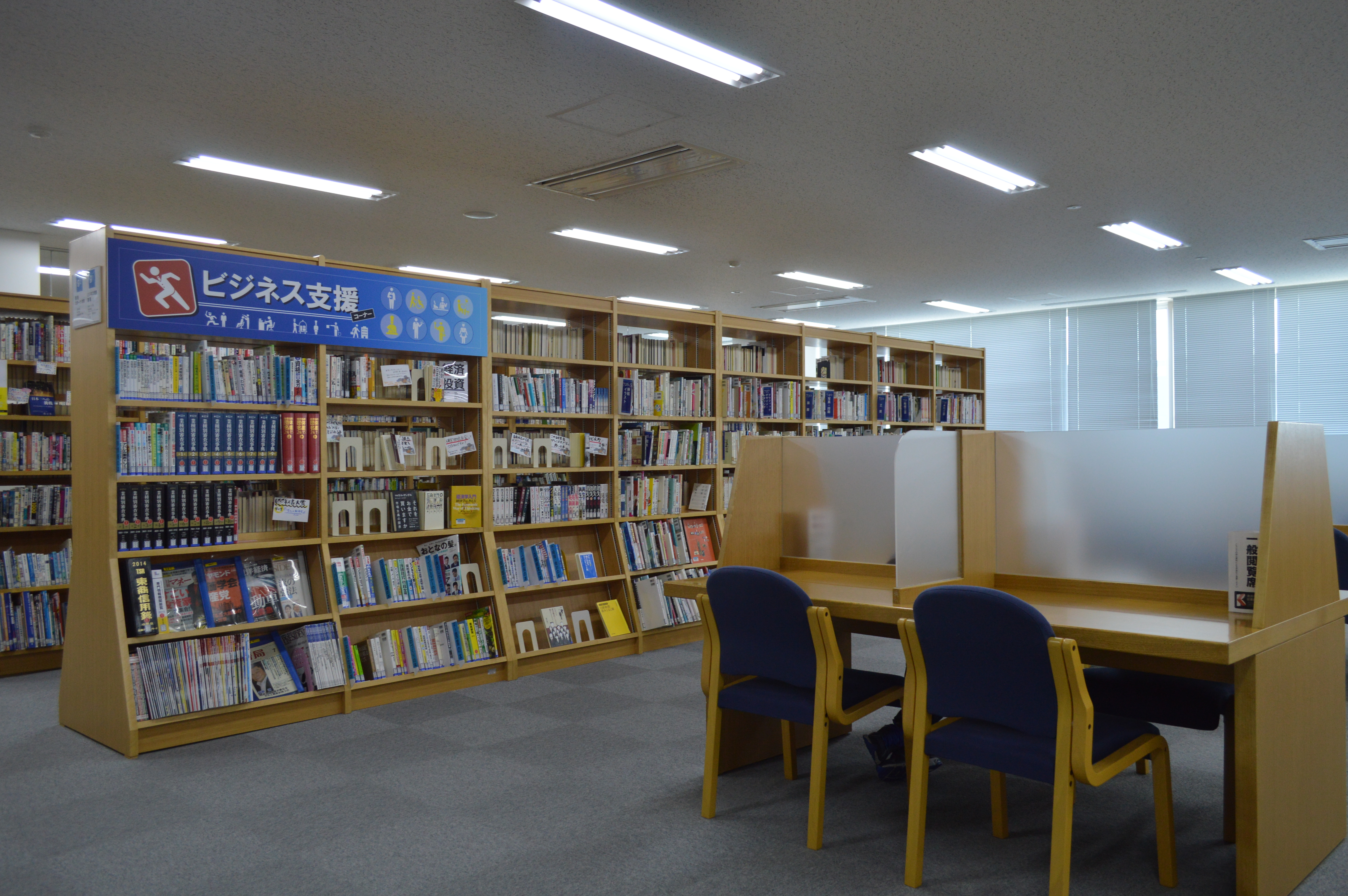
ビジネス支援コーナー
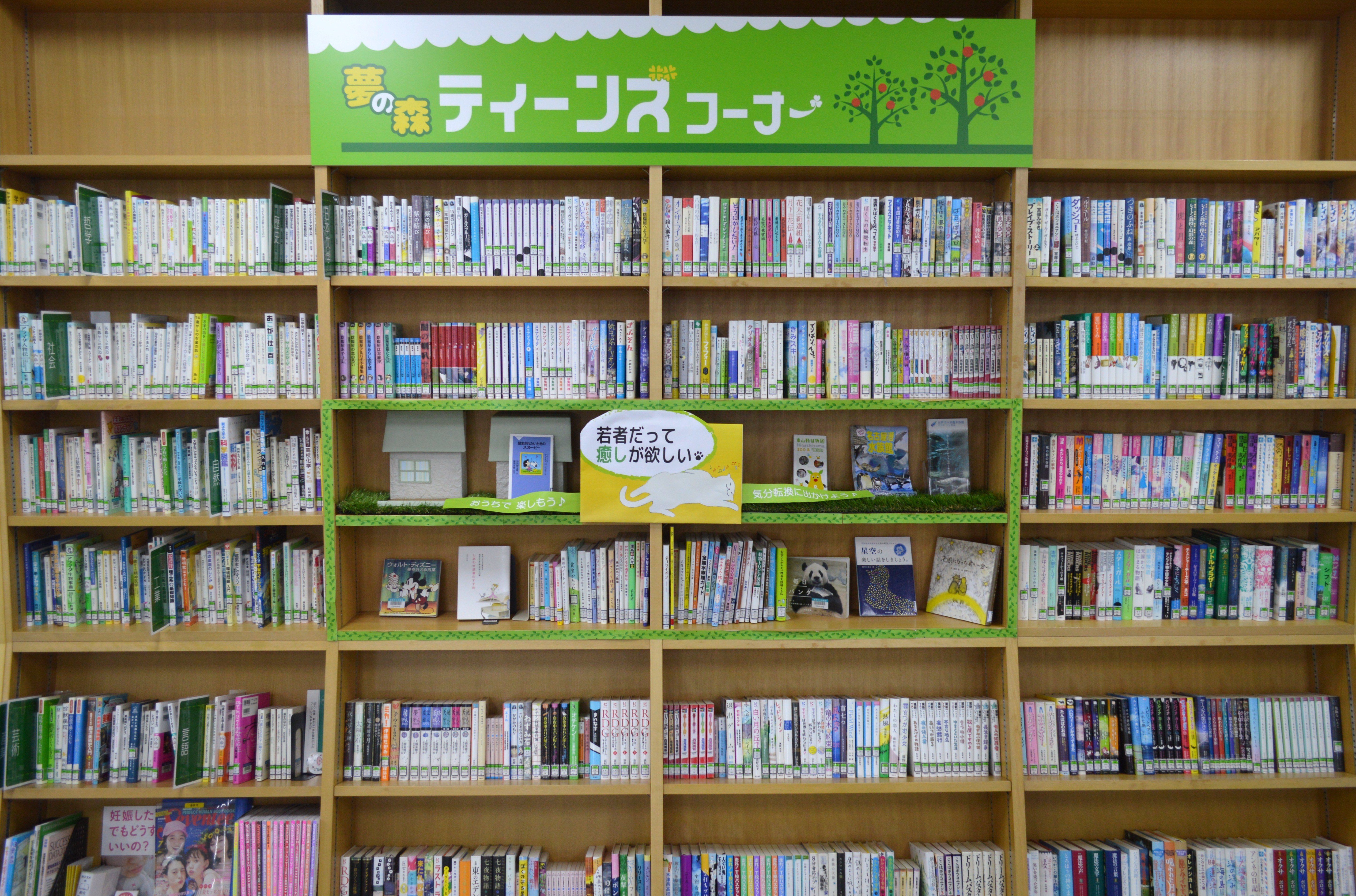
ティーンズコーナー
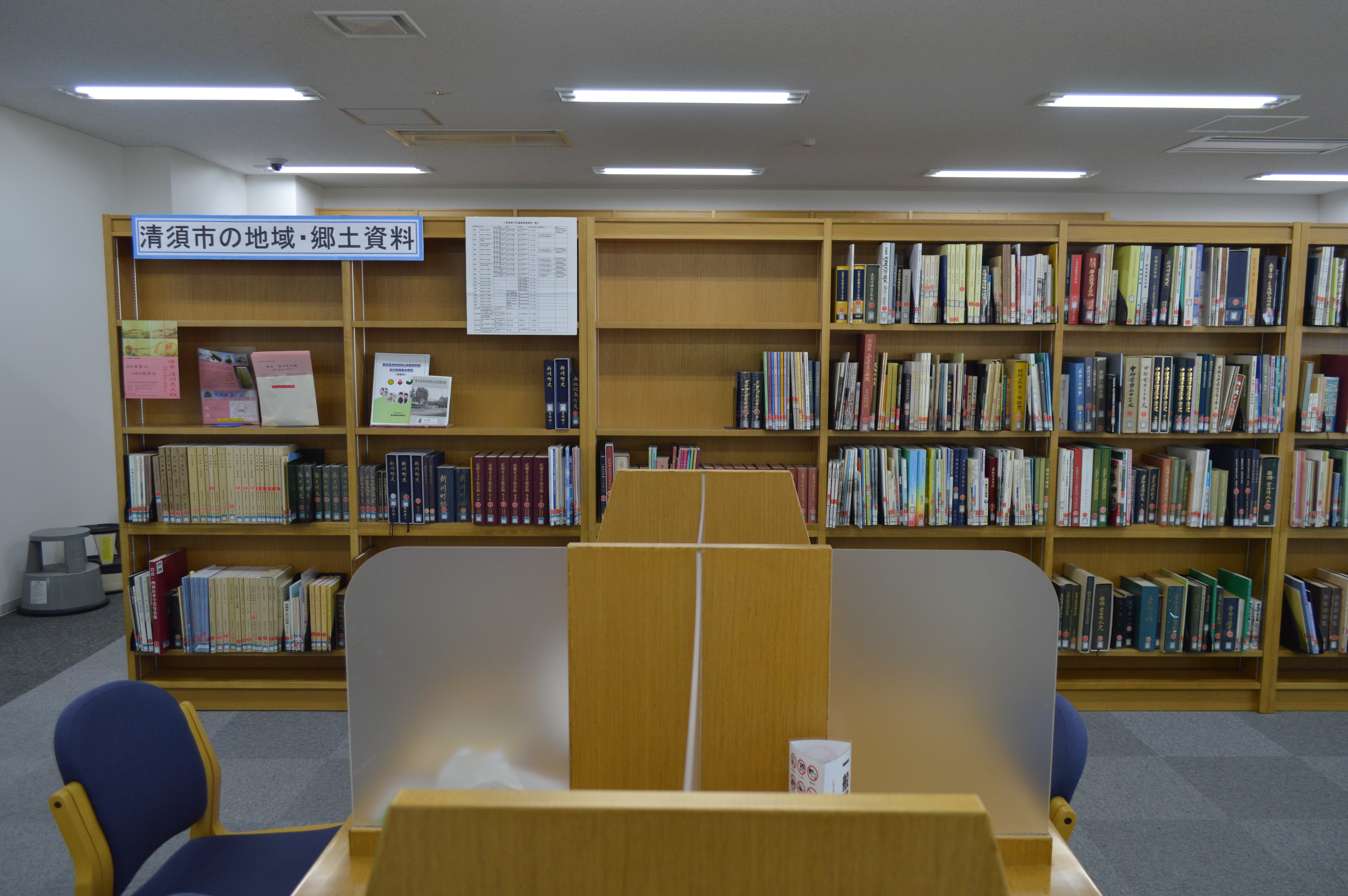
地域郷土資料室
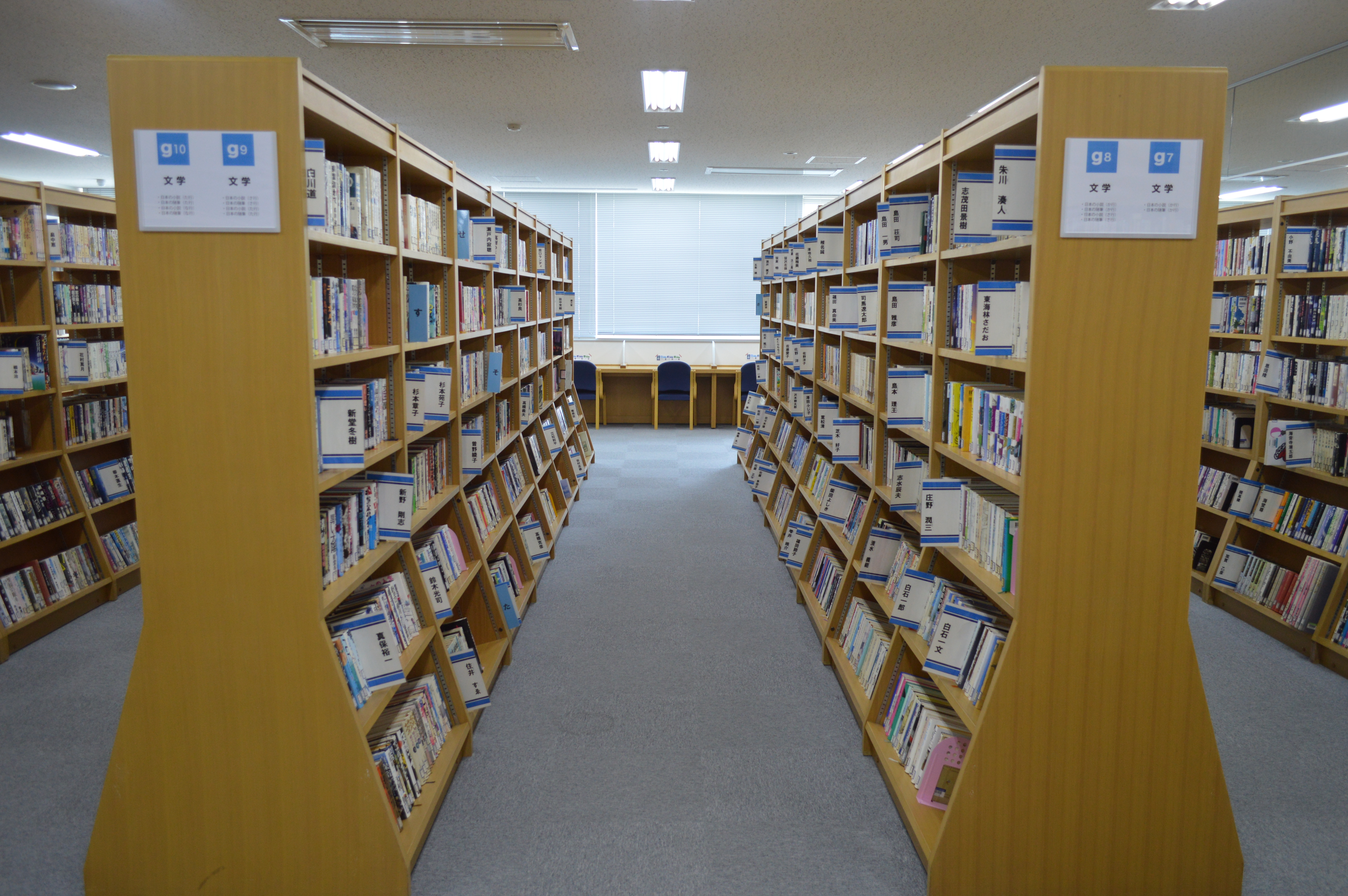
2階の書架と個人閲覧席
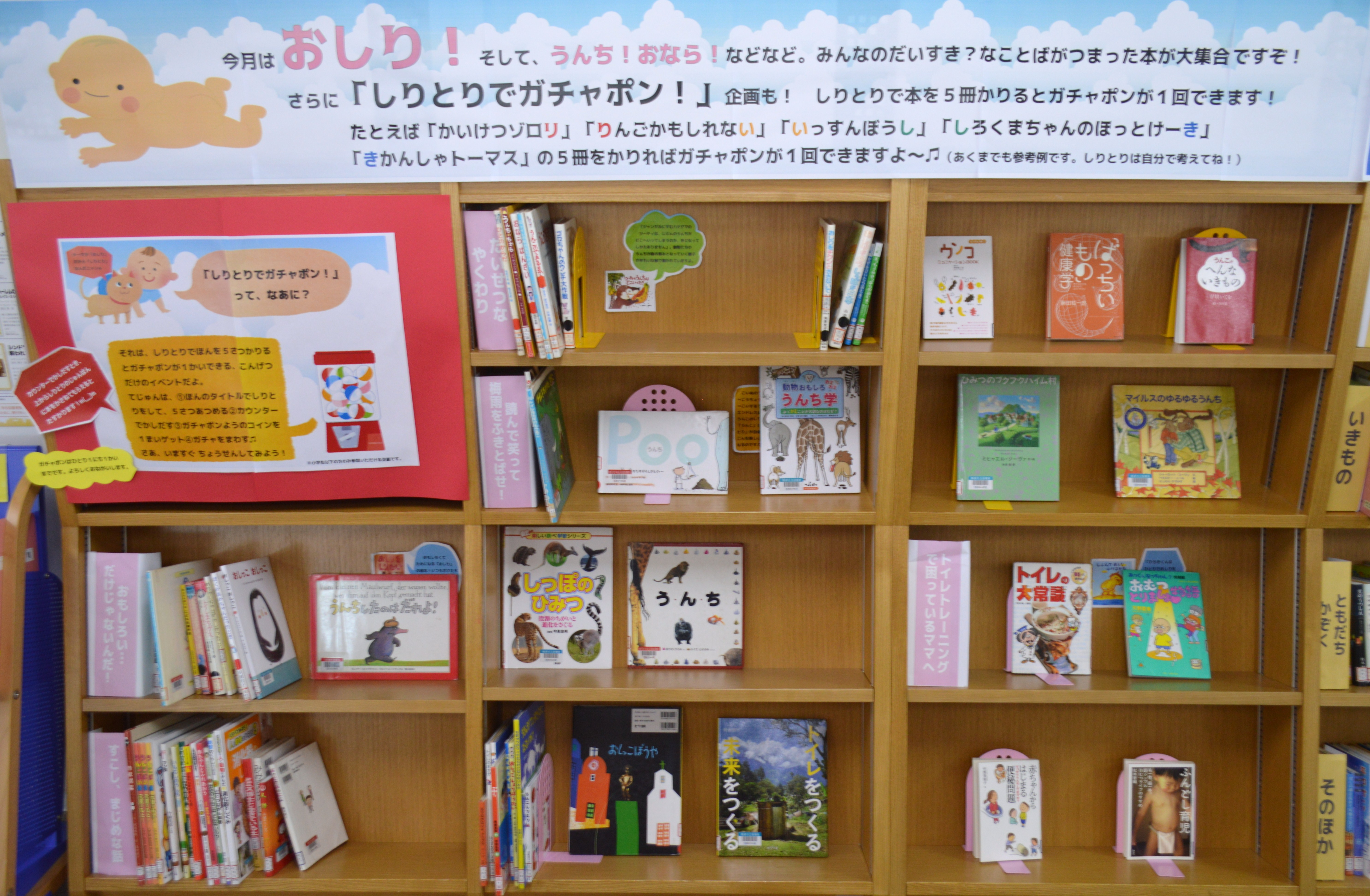
児童フロアの特集展示

## 特色
2018年度末の蔵書点数は145,998点、2018年度の貸出点数は271,371点だった。2018年度末の清須市の人口は69,029人であるため、住民1人あたり貸出点数は3.9点だった。

### 施設

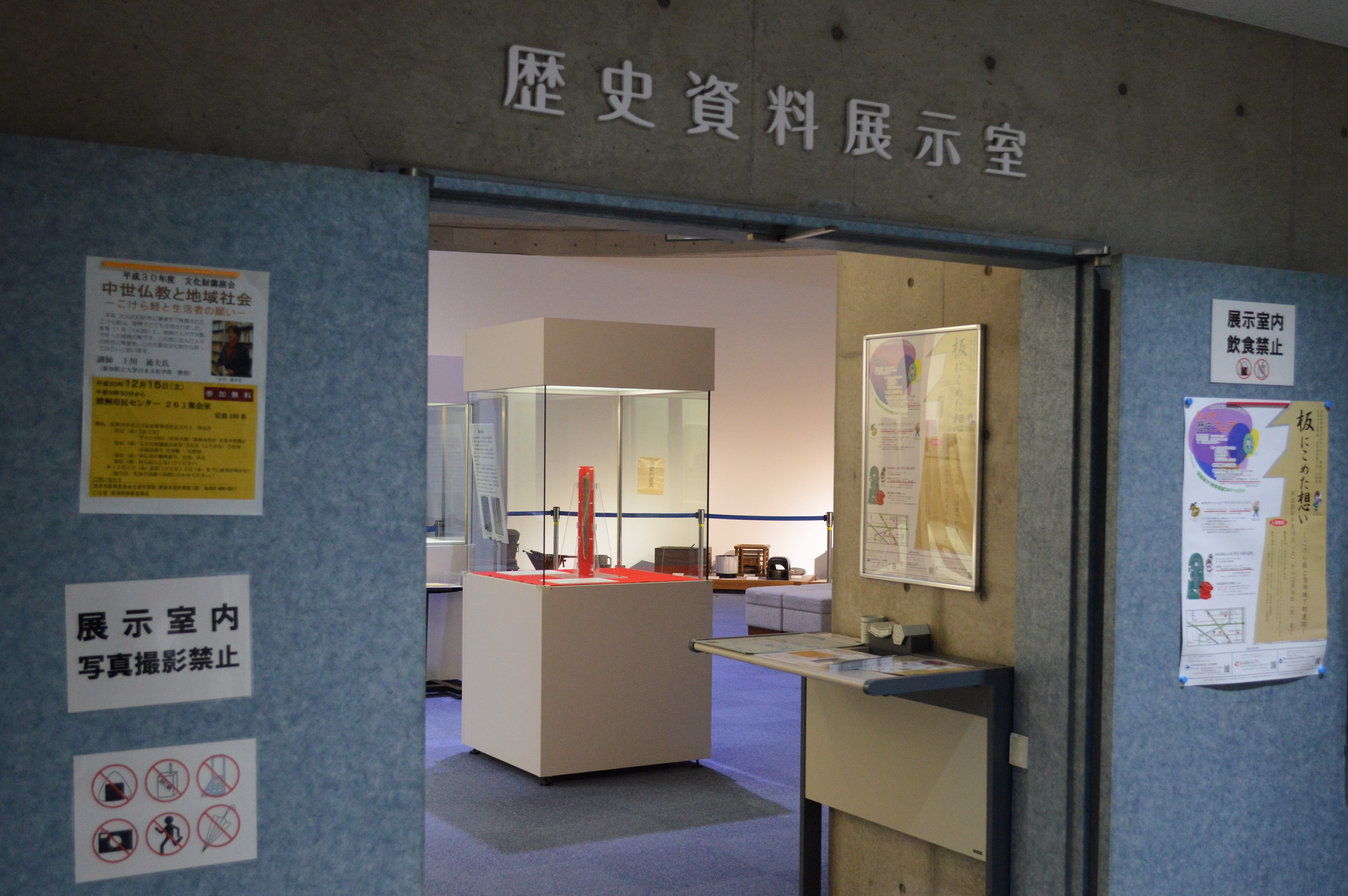
歴史資料展示室

児童向け（1階）と一般向け（2階）でフロアを分けている。児童フロアには読み聞かせや紙芝居などを行うことができる「おはなしのへや」があり、プレイルームや授乳室も設置されている。児童フロア部分と中庭で隔てられたガラス張りの交流テラスには、新聞・雑誌・文庫本などが置かれている。2階には一般開架、地域郷土資料室、レファレンスカウンター、研修室などがあり、67席の個人閲覧席を有する。同一施設内に歴史資料展示室が併設されている。

### イベント

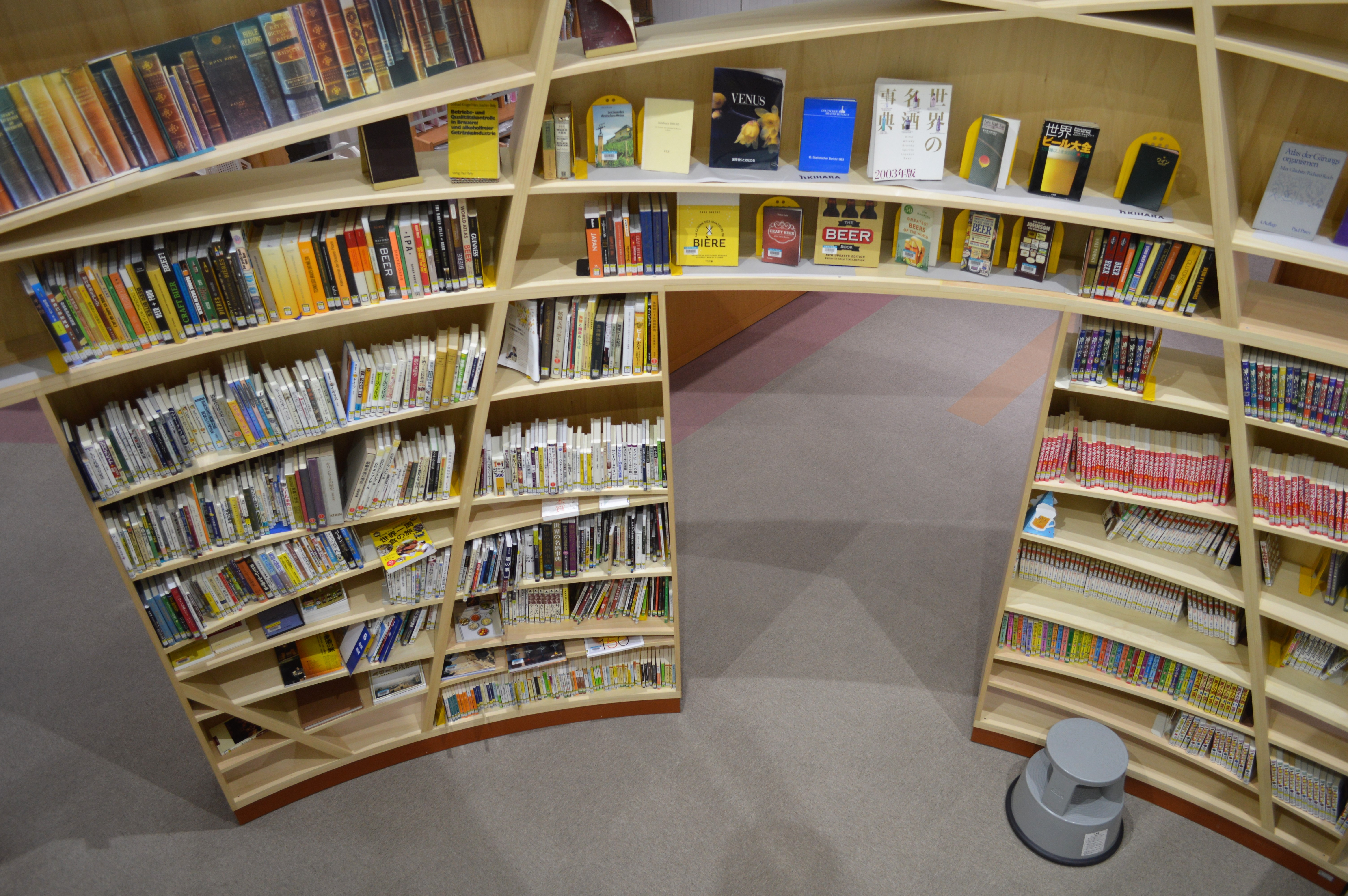
「日本一ビールに詳しくなるための図書コーナー」

2015年（平成27年）7月23日にはバレーボール・V・プレミアリーグの豊田合成トレフェルサの選手3人によるトークイベントが開催され、古賀幸一郎主将などが愛読書などについて熱く語った。図書館内のスポーツに関する書架には、トレフェルサの選手たちの愛読書が並べられたコーナーがある。豊田合成のスポーツチームは清須市や隣接する稲沢市に拠点を置いており、このイベント以後には日本ハンドボールリーグの豊田合成ブルーファルコン、バスケットボール・B3.LEAGUEの豊田合成スコーピオンズについても同様のイベントを開催している。
清須市内には1962年（昭和37年）からキリンビール名古屋工場があることから、清須市立図書館は「ビールに日本一詳しい図書館」を目指している。2016年（平成28年）7月31日にはキリンビールと提携して「ビールの楽しみ方講座」を開催した。このイベントは受付開始日に参加申込が定員に達するほど盛況であり、参加者は朝から図書館内でビールを飲みながら地元文化に親しんだ。2017年（平成29年）7月6日にはビール関連書籍を集めた「日本一ビールに詳しくなるための図書コーナー」が設置された。約400冊の書籍がキリンビールから寄贈され、清須市は書架の製作費を負担している。また名古屋芸術大学デザイン学部スペースデザインコースの学生が書架のデザインを担当した。
2016年夏から冬には地元の伝統野菜である宮重大根を図書館で育てる試みを行っている。参加者は種まきや収穫に参加し、水やりなどは図書館員が行っている。

## 利用案内

### 清須市立図書館
| 開館時間   | 10時-19時                                                       |
| 休館日     | 月曜日、年末年始、館内整理日、特別整理期間                      |
| 貸出冊数   | 10点まで（視聴覚資料は3点まで）                                 |
| 貸出期間   | 15日以内                                                        |
| 貸出可能者 | 清須市在住・在勤・在学者                                        |
| 貸出可能者 | 稲沢市・一宮市・北名古屋市・あま市・名古屋市西区 / 中村区在住者 |
| アクセス   | JR東海道本線 清洲駅から徒歩約20分                               |
| アクセス   | 名鉄名古屋本線 新清洲駅からタクシー約10分                       |
| アクセス   | JR清州駅または名鉄新清洲駅からきよすあしがるバス乗車            |

### サービスポイント
2012年以前の公民館図書室
- 旧西枇杷島町 - にしび創造センター図書室（清須市西枇杷島町小田井1-12-1）
- 旧新川町 - 新川体育会館図書室（愛知県清須市須ケ口1251-1）
- 旧清洲町 - 清洲市民センター図書室（清須市清洲弁天96番地1）
- 旧春日町 - 清須市春日公民館図書室（清須市春日東出8-2）

2012年以後2017年1月9日以前のサービスポイント
- 旧西枇杷島町 - にしびさわやかプラザ（清須市西枇杷島町住吉1番地1）
- 旧新川町 - 新川ふれあい防災センター（清須市中河原10番地）
- 旧清洲町 - 清洲市民センター（清須市清洲弁天96番地1）
- 旧春日町 - 清須市立図書館（清須市春日夢の森1）

2017年1月10日以後のサービスポイント
- 旧西枇杷島町 - にしびさわやかプラザ（清須市西枇杷島町住吉1番地1）
- 旧新川町 - 清須市役所（清須市須ケ口1238番地）
- 旧清洲町 - なし
- 旧春日町 - 清須市立図書館（清須市春日夢の森1）

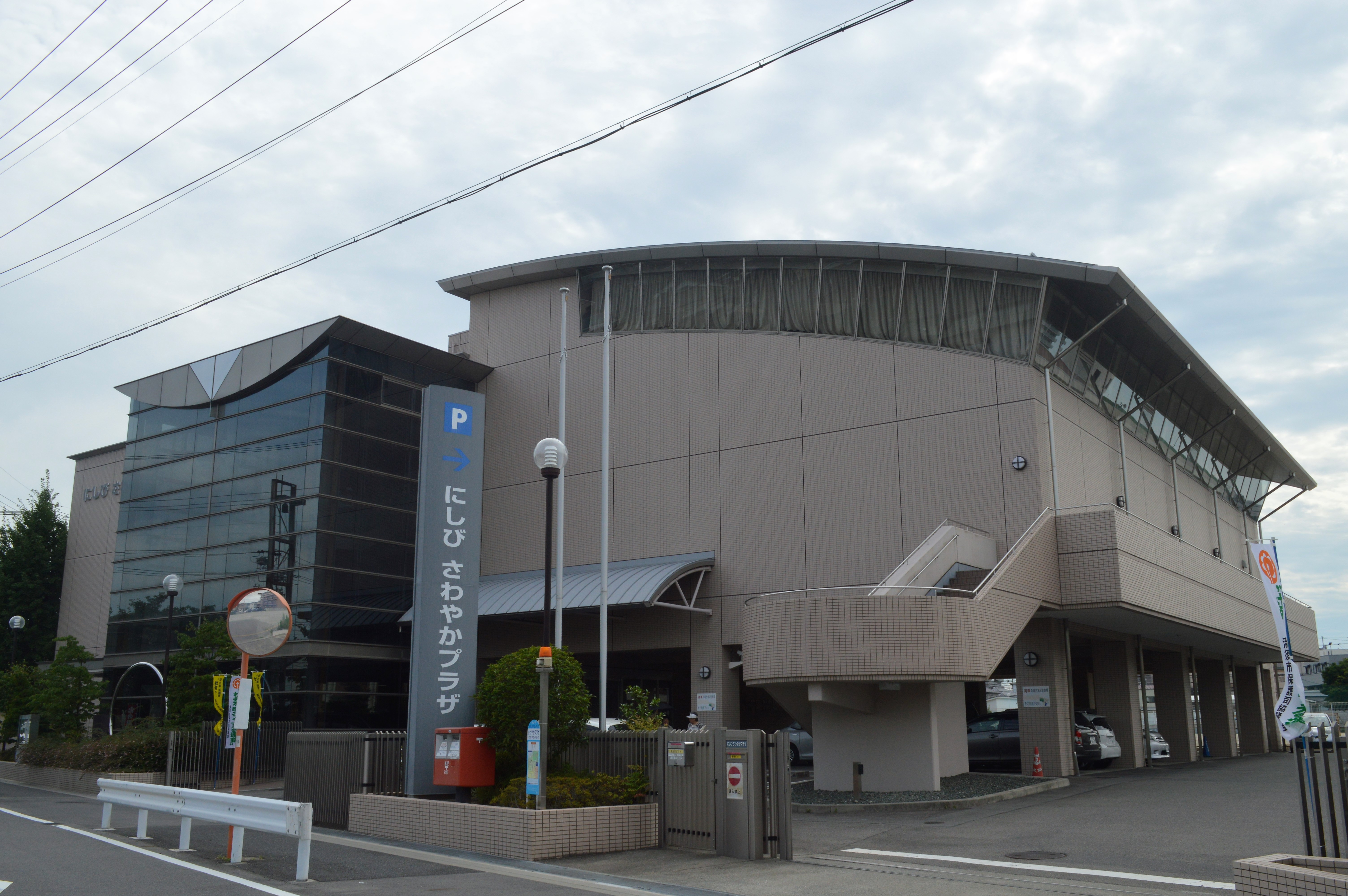
にしびさわやかプラザ
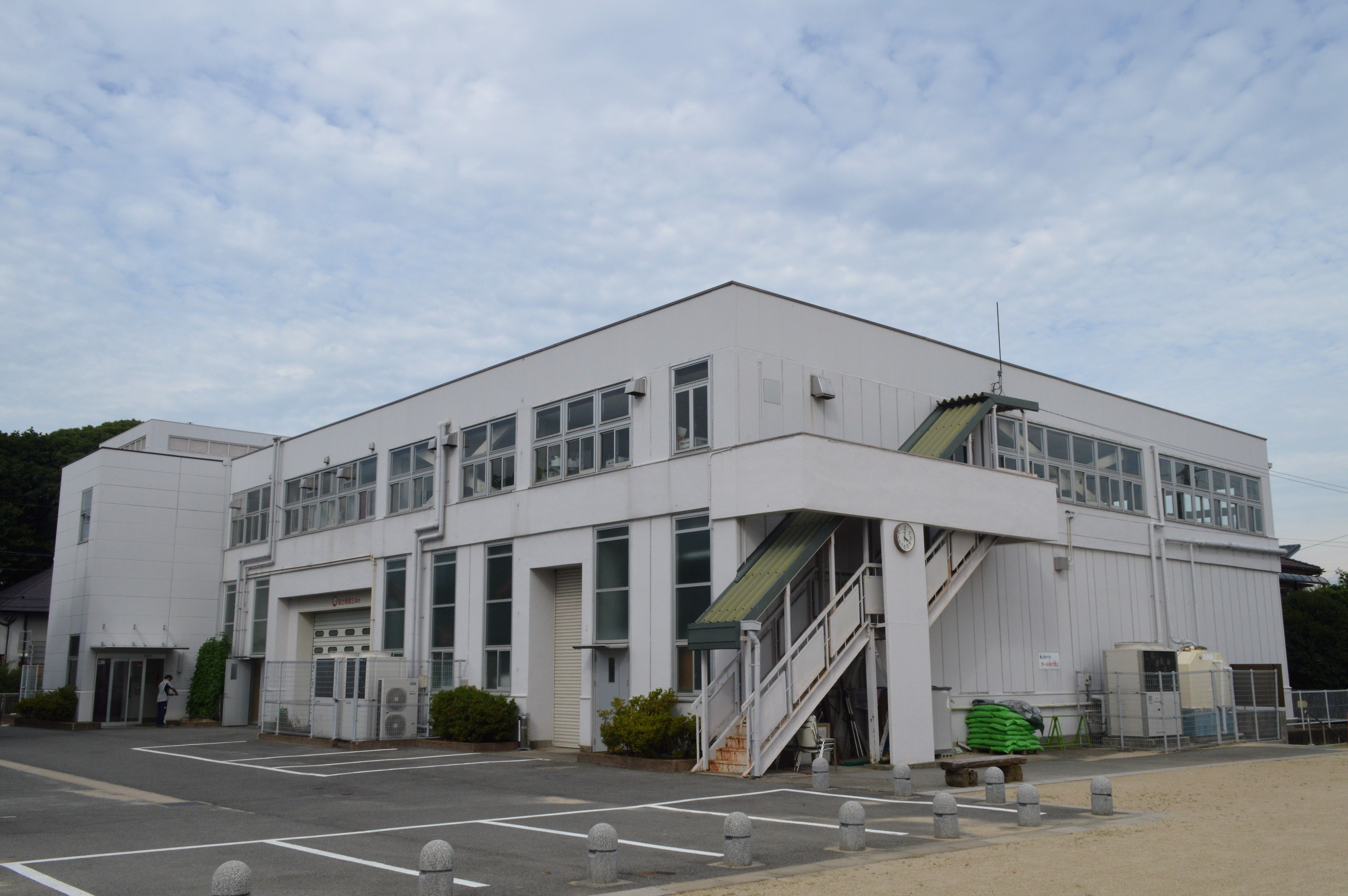
新川ふれあい防災センター
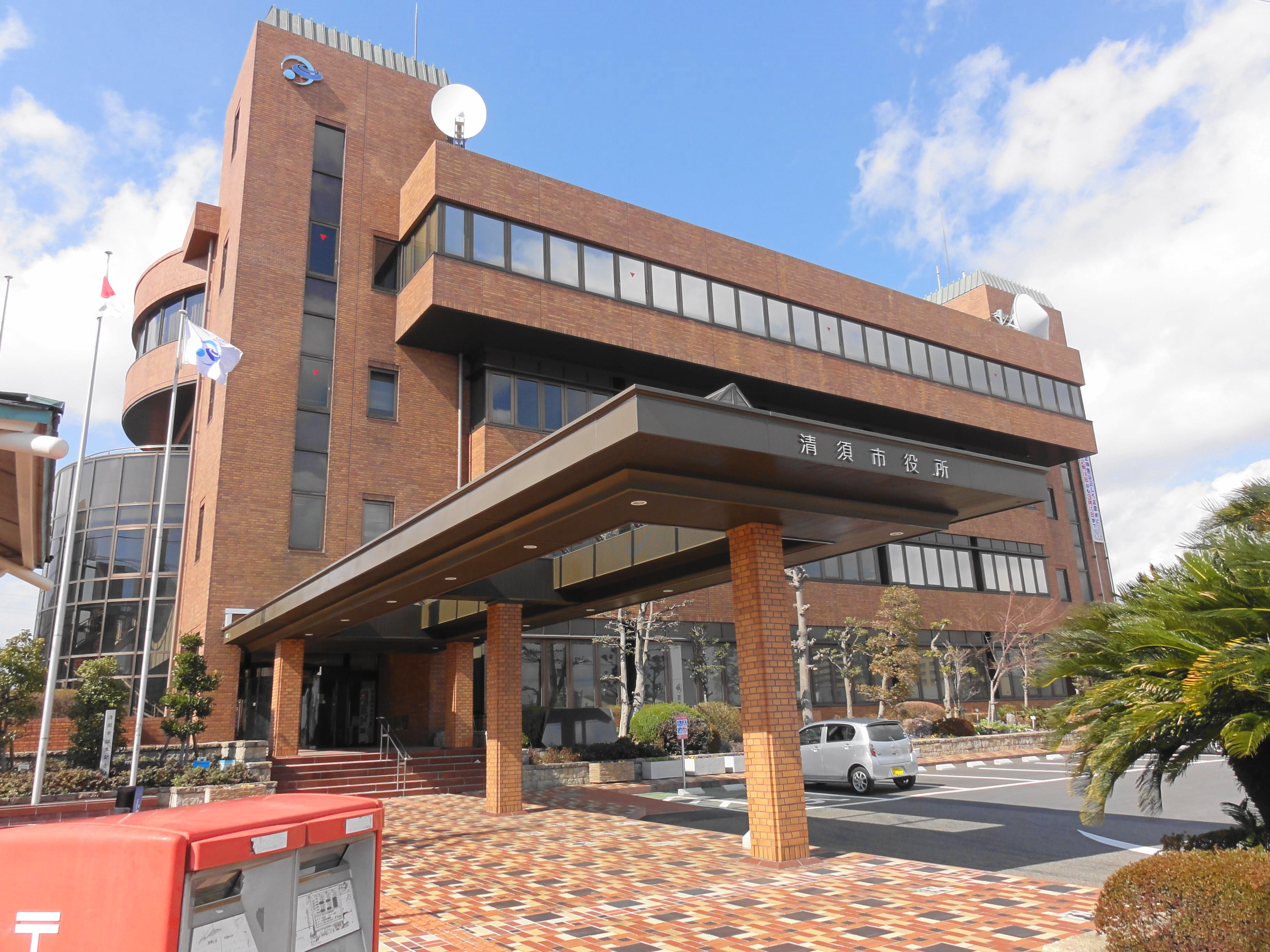
清須市役所